# Modern standard
Modern standard är det vanligaste budsystemet i bridgespel i Sverige. 
Det kom i mitten av 1970-talet, och är ett naturligt system med ytterst få konventioner, vilket gör det lätt att lära sig. Eftersom det som inte var modernt 1980 inte alltid är lika modernt numera har systemet uppdaterats några gånger sedan det kom ut.
Systemet bygger på 4-korts-öppningar, öppnas i ordning hjärter klöver spader ruter, och att öppningshänder på 1-tricksnivån bjuds som starka, (17)18-19, eller svaga, 12-14 (15). Om handen är balanserad och innehåller 15-17 hp öppnar man med 1nt. Grunderna liknar i övrigt brittiska ACOL och beskrivs oftast som naturligt. PÅ 2-nivån är oftast öppningsbudet 2♣=starkt, 22+, och övriga färgbud svaga, 6-10(11) hp. Balanserade händer med 20-21 hp öppnas med 2nt.
Vanliga konventioner är Stenbergs 2nt, EFOS-variant efter 1nt, Omvända lågfärgshöjningar, RKC 5 ess, Italienska kontrollbud, moderna upplysningsdubblingar, XY-nt och fjärde färg. Systemet spelas även med 5-korts högfärgsöppningar, 2 ruter multi, Muiderberg, dubbelstayman och andra konventioner. Flera varianter liknar mer det amerikanska 2/1 än MS i sin grundform.
I mothandsbudgivningen visar färgbud minst 5-kortsfärg och 11-16 hp. Hoppinkliv är minst sexkortsfärg och under öppningsstyrka (spärrande). Dubbelt av en spelare efter öppning visar antingen intresse för de objudna färgerna eller en stark hand, 17+ hp. Överbud i motaståndarnas öppningsfärg och inklivet 2nt visar oftast olika 2-färgs-kombinationer med minst 5 kort i varje. Försvar mot 1nt=15-17 hp och balanserad hand är oftast 2-färgsvisande konventioner med lite olika namn: DONT, Cappelletti, Gladiator, Granovetter, Brozell, Astro, Asptro etc... som är mer eller mindre avancerade variationer på temat att sno delkontrakt från fienden.
I försvarsspelet spelar man enligt det internationella systemet UDCA (Upside Down Count and Attitude) som i korthet går ut på att man markerar färglängder (enligt Malmö) om man spelar på som första motspelare, visar gillande/ogillande (enligt Schneider) på partnerns spelade färg, samt även visar vilken färg (enligt Lavinthal) man vill att medspelaren skall spela i nästa stick han kommer in. I Sverige kallas detta system oftast SML efter initialerna.
Spelsystemet är utvecklat genom decennierna främst genom eldsjälar som Mats Nilsland, Anders Wirgren och Magnus Lindkvist som även står som författare till ett omfattande verk på fyra böcker som beskriver strukturer och filosofin bakom Modern standard. På svenska bridgeförbundets hemsida finns det utmärkta onlinebiblioteket med system och konventioner, SYSKON, där även Modern standard beskrivs. Ett omfattande kursmaterial är också utarbetat utifrån systemet i regi Svensk bridge.